# Toomas Raudam
Toomas Raudam (* 21. Juli 1947 in Paide) ist ein estnischer Schriftsteller.

## Leben
Toomas Raudam machte 1966 in Paide sein Abitur und studierte von 1966 bis 1973 an der Universität Tartu. Nach seinem Abschluss in Englischer Philologie arbeitete er von 1973 bis 1977 an der Universitätsbibliothek Tartu. Danach war er von 1977 bis 1985 als Redakteur bei Tallinnfilm tätig. Es folgten verschiedene Anstellungen in Tallinn, unter anderem am Estnischen Dramatheater und in der Redaktion der Zeitung Postimees. Seit 1997 lebt er als freier Schriftsteller in Tallinn.
Raudam war Mitglied der literarischen Gruppierung Wellesto. Er ist seit 1987 Mitglied des Estnischen Schriftstellerverbandes.

## Werk
Toomas Raudam debütierte 1968 in der Zeitschrift Noorus mit einer Kurzgeschichte und publizierte 1983 seine erste Novellensammlung, die in der Kritik vor allem wegen ihres vollendeten, ausgeschliffenen Stils gelobt wurde. Danach veröffentlichte der Autor Bücher in nahezu allen Genres: Romane, Gedichte, Kinderbücher, Memoiren, Essays und Filmdrehbücher. Dabei setzte er sich häufig mit Autoren aus der Weltliteratur auseinander, wie allein schon aus den Titeln seiner Bücher hervorgeht, in denen Edgar Rice Burroughs, Bob Dylan, James Joyce, Franz Kafka oder Marcel Proust auftreten.
Mati Unt vergleichbar unternahm Raudam auch postmodernistische Ausflüge, indem er „einen fremden Stoff zu einem neuen Text verarbeitet: Sein Tarzans Abenteuer in Tallinn (1991) [übertrug] … Motive aus den bekannten Tarzanbüchern in die Tallinner Filmwelt.“ Ein spielerisches, mystisches und dekonstruktivistisches Element ist dabei in allen seinen Texten auszumachen.

## Auszeichnungen
- 1989 Friedebert-Tuglas-Novellenpreis
- 1993 Preis des Estnischen Schriftstellerverbandes, Sparte Prosa.
- 2004 Preis des Estnischen Kulturkapitals, Sparte Essayistik.

## Bibliographie
- Anti jutud [Antigeschichten]. Eesti Raamat, Tallinn 1983.
- Kirjutab näpuga õhku [Schreibt mit dem Finger in der Luft]. Eesti Raamat, Tallinn 1986.
- Kolmekordne päike [Dreifache Sonne; Geschichten für Kinder]. Eesti Raamat, Tallinn 1988.
- Igavene linn [Die ewige Stadt]. Eesti Raamat, Tallinn 1988.
- Isa sipelgapesa. Inimene, keda polnud. Absoluutne kuulmine [Vaters Ameisenhaufen. Der Mensch, den es nicht gab. Absolutes Gehör'; Drehbücher]. Eesti Raamat, Tallinn 1990.
- Miks mitte kirjutada memuaare, kui oled veel noor [Warum nicht Memoiren schreiben, wenn man noch jung ist]. Eesti Raamat, Tallinn 1990.
- Tarzani seiklused Tallinnas [Tarzans Abenteuer in Tallinn; nach Edgar Rice Burroughs]. Fööniks, Tallinn 1991.
- Kõhklev essee heitlusest ajaga [Zögernder Essay über den Streit mit der Zeit]. Perioodika, Tallinn 1992 (Loomingu Raamatukogu 17–18/1992)
- Muusika kuum sai [Das heiße Brötchen der Musik]. Tuum, Tallinn 1996.
- Minu mina [Mein Ich]. Tuum, Tallinn 1998.
- Elus enesetapja [Der lebendige Selbstmörder]. Virgela, Tallinn 1998.
- Jaa [Ja]. Eesti Keele Sihtasutus, Tallinn 2000.
- Miks Kafka nuttis? [Warum weinte Kafka]. Eesti Keele Sihtasutus, Tallinn 2000.
- Jaak Kino, Kino-Mati ja teised [Jaak Kino, Kino-Mati und andere]. Eesti Keele Sihtasutus, Tallinn 2001.
- Saint-Prousti vastu. Kolm kõnelust ja üheksa silma [Gegen Saint Proust. Drei Gespräche und neun Augen]. Eesti Keele Sihtasutus, Tallinn 2002.
- Teie. Essee Marcel Proustist ja James Joyce‘ist [Ihr. Essay über Marcel Proust und James Joyce]. Eesti Keele Sihtasutus, Tallinn 2003.
- Nips [Nips; Roman]. Eesti Keele Sihtasutus, Tallinn 2004.
- Tänulikud surnud. Lugusid rock'n' rollst [Die dankbaren Toten. Geschichten vom Rock’n‘ Roll]. Eesti Keele Sihtasutus, Tallinn 2005.
- Väike äratundmiste raamat [Kleines Buch des Wiedererkennens; Essays und Artikel]. Tallinn, Eesti Keele Sihtasutus 2006.
- Miks ma ei taha olla kirjanik? [Warum will ich kein Schriftsteller sein?]. Tallinn, Eesti Keele Sihtasutus 2008.
- Väike. Anti ja mina, Tuglas ja meri [Klein. Anti und ich, Tuglas und das Meer]. Eesti Keele Sihtasutus, Tallinn 2009.
- Uued Grimmi muinasjutud. Muinasjutt Bob Dylanist. [Die neuen Grimms Märchen. Märchen von Bob Dylan]. Tuum, Tallinn 2011.
- Essee sõprusest [Essay über die Freundschaft]. TLÜ Kirjastus, Tallinn 2011.
- Alfabeet [Alphabet; Gedichtsammlung]. Eesti Keele Sihtasutus, Tallinn 2011.
- Pime raamat [Das blinde Buch]. Eesti Keele Sihtasutus, Tallinn 2012.
- Ja ära Kafkat unusta! [Und vergiss Kafka nicht!] Eesti Keele Sihtasutus, Tallinn 2013.
- See on T [Das ist T; Gedichtsammlung]. Eesti Keele Sihtasutus, Tallinn 2014.
- Põletatud raamat [Das verbrannte Buch]. Eesti Keele Sihtasutus, Tallinn 2014.

## Sekundärliteratur
- Peeter Künstler: Milleks Pinocciole raudrüü? Essee Toomas Raudami loomingust. In: Vikerkaar. 5/1993, S. 45–53.
- Olev Remsu: Isad ja pojad, ängid ja hirmud. Toomas Raudami pooltsentenniumi puhul. In: Looming. 7/1997, S. 943–948.
- Sven Vabar: Lugude vahel on lõhe – see on surm. Intervjuu Toomas Raudamiga. In: Looming. 5/2003, S. 758–769.
- Kaarel Veskis: Toomas Raudami proosa struktuuridünaamika põhijooni. In: Keel ja Kirjandus. 2/2004, S. 100–116.
- Jaanus Adamson, Toomas Raudam: Tõlgendamisest ja psühhoanalüüsist. In: Looming. 6/2005, S. 886–899.